# Androkleidas
Androkleidas († zwischen 382 und 379 v. Chr. in Athen) war ein antiker griechischer Politiker, der zu den Anführern der in der böotischen Stadt Theben etablierten antispartanischen Partei gehörte. Er musste nach Athen flüchten und wurde dort auf Anstiften der mit Sparta sympathisierenden Partei Thebens ermordet.

## Leben
Androkleidas war zu Beginn des 4. Jahrhunderts v. Chr. ein prominenter Politiker Thebens. Gemeinsam mit Ismenias leitete er die antispartanisch gesinnte Fraktion dieser Stadt. Seine Partei erhielt etwa im Winter 396/395 v. Chr. Besuch von Timokrates von Rhodos. der mit einer hohen Summe persischen Goldes führende antispartanische Politiker in Athen, Theben, Argos und Korinth unter Ausnützung bereits bestehender Ressentiments rascher zum Krieg gegen Sparta zu verleiten versuchte. Durch diese Aktion des Timokrates hofften die Perser, den Spartanerkönig Agesilaos II. zum Abzug aus Kleinasien zwingen zu können. Mit dem Persergold bemühten sich Androkleidas und seine Parteigenossen auch, die von Leontiades angeführte Fraktion der Spartafreunde Thebens zu schwächen. Auf den Rat von Androkleidas unterstützten die Thebaner in der Folge die Lokrer in deren Kampf gegen die Phoker, woraufhin Sparta sich auf Seiten der Phoker in den kriegerischen Konflikt einmischte.
Als der spartanische Feldherr Phoibidas 382 v. Chr. die thebanische Zitadelle Kadmeia besetzte und daraufhin Leontiades die Hinrichtung des Ismenias anordnete, flohen viele prominente antispartanische Thebaner, darunter auch deren Führer Androkleidas und Pherenikos. nach Athen. Doch auch hier waren sie vor den Nachstellungen der Partei des Leontiades nicht sicher. Diese herrschte nun in Theben und stiftete vor 379 v. Chr. die Ermordung des Androkleidas in Athen an. Nach seinem Tod fand ein Prozess um sein Erbe statt, wie einer in ihrem Gesamtbestand verlorenen Rede des Lysias zu entnehmen ist. Der Prozess drehte sich um das Vermögen des Verstorbenen und die von ihm bei seiner Flucht aus Theben nach Athen mitgenommenen Kostbarkeiten. Sein Parteigenosse Pherenikos behauptete, dass diese Schätze ihm von Androkleidas testamentarisch vermacht worden waren. Die erhaltenen Fragmente von Lysias’ Rede gestatten indessen nicht zu eruieren, von welcher Seite die Gegenansprüche erhoben wurden.